# HD 90763
HD 90763，又名BD-03 2929，SAO 137591、HR 4109，是一颗恒星，视星等为6.05，位于銀經249.25，銀緯43.76，其B1900.0坐标为赤經10h 23m 39.8s，赤緯-3° 43.76′ 51″。